# Hara koladynensis
Hara koladynensis és una espècie de peix pertanyent a la família dels eretístids. És un peix d'aigua dolça, bentopelàgic i de clima tropical. Es troba al riu Koladyne, Índia. És inofensiu per als humans. Pot arribar a fer 6,6 cm de llargària màxima.